# Dave Beasant
David John "Dave" Beasant ['bɛzənt] (Willesden, 20 maart 1959) is een Engels voormalig betaald voetbaldoelman. Hij speelde voor Wimbledon, Newcastle United, Chelsea, Southampton en Nottingham Forest. Op 56-jarige leeftijd was Beasant nog steeds actief. Hij zette pas in 2015 definitief een punt achter zijn loopbaan. Beasant won de FA Cup met Wimbledon in 1988 en speelde 2 interlands in het Engels voetbalelftal. Beasant ging als reservedoelman mee naar het WK 1990.
Zijn familienaam dient te worden uitgesproken als; 'ea' als in 'pet', de 's' als een 's' of een 'z' en de 'a' als een doffe 'e'.

## Clubcarrière

### Wimbledon
Beasant was de eerste doelman ooit die een strafschop keerde in een FA Cup-finale. In de finale van 1988 stopte hij namens Wimbledon een strafschop genomen door Liverpool-speler John Aldridge. Hij was de eerste doelman ooit die in een FA Cup-finale de aanvoerdersband droeg. Wimbledon stuntte door Liverpool met 0–1 te verslaan, de grootste triomf uit zijn loopbaan. Middenvelder Lawrie Sanchez maakte het doelpunt. In 1988 verliet hij Wimbledon, waar hij 10 seizoenen tussen de palen had gestaan.

### Premier League
Na de winst van de FA Cup en zijn daaropvolgende vertrek bij Wimbledon, was hij achtereenvolgens eerste doelman bij Newcastle United (1988-1989), Chelsea (1989-1993) en Southampton (1993-1997) – met Chelsea en Southampton vijf seizoenen in de Premier League. Met Chelsea won hij de Full Members Cup in 1990.
In 1998 promoveerde hij met Nottingham Forest naar de Premier League. Nottingham Forest had op dat moment de Nederlandse aanvaller Pierre van Hooijdonk in de rangen. Hij speelde 5 seizoenen voor Forest, tot 2001, waarvan één op uitleenbasis van Southampton. In 1999 degradeerde Forest voor het laatst uit de Premier League. In november 2001 tekende hij een contract bij Tottenham Hotspur, waar hij als reservedoelman fungeerde achter Neil Sullivan.
Beasant verliet Spurs al na twee maanden, wat in zijn contract was overeengekomen.

### Latere carrière
In de nadagen van zijn loopbaan speelde hij voor clubs als Bradford City, Wigan Athletic en Fulham – voornamelijk als reservedoelman. Bij die laatste club stopte hij na het seizoen 2003/04 met profvoetbal, op 45-jarige leeftijd. Daarna trad de doelman toe tot de technische staf van Fulham.

### Terugkeer
In 2015 werd hij de oudste voetballer ooit in de Football League toen hij als 56-jarige op de bank zat voor Stevenage, dit naar aanleiding van een blessure bij de doublure van eerste doelman Chris Day voor aanvang van de League Two-play-offs tegen Southend United met als inzet een promotie naar de League One. Zijn zoon Sam (°1988), evenals zijn vader een doelman, speelde gedurende het seizoen 2014/15 voor Stevenage. Dat seizoen werd vader Dave keeperstrainer van zijn zoon bij Stevenage.

## Erelijst
Wimbledon FC
- Football League Fourth Division

1983
- FA Cup

1988
 Chelsea FC
- Full Members Cup

1990
 Nottingham Forest FC
- Football League First Division / Championship voor 2004/05

1998